# Stsjapan Falkoŭski
Stsjapan Mikalajevitj Falkoŭski (belarusiska: Сцяпа́н Мікала́евіч Фалько́ўскі, łacinka: Sciapan Mikałajevič Falkoŭski, ryska: Степа́н Никола́евич Фалько́вский, Stepan Nikolajevitj Falkovskij), född 18 december 1996 i Minsk i Belarus, är en belarusisk professionell ishockeyspelare som spelar för HK Dinamo Minsk i KHL. Han har tidigare spelat för Junost Minsk och Ontario Reign och Iowa Wild i AHL.
Han blev aldrig draftad av något lag.